# Avant-garde du Rhin
Pour les articles homonymes, voir AGR.
L’Avant-garde du Rhin (AGR), fondée en 1898 sous le nom d'Elsaessicher Turnerbund pour fédérer les patronages paroissiaux préexistants, regroupe deux comités départementaux de la Fédération sportive et culturelle de France ; c'est aussi un élément fondateur du sport alsacien et son histoire — liée à une origine très ancienne et un fonctionnement sous régime prussien de 1871 à 1918 — qui présente des aspects très spécifiques.
Intégrée à la Fédération gymnastique et sportive des patronages de France dès 1919 elle en devient un des éléments les plus actifs tout en y marquant bien sa spécificité. Celle-ci se fait particulièrement sentir à l'occasion de l'intégration de l'Allemagne à l'Union internationale des œuvres catholiques d'éducation physique, première appellation de la Fédération internationale catholique d'éducation physique et sportive.

## Historique
C’est en 1841, sous le règne de Louis-Philippe, qu’apparaissent à Strasbourg les premiers patronages formalisés  d’Alsace : le patronage Saint-Joseph vite suivi du patronage Saint-Jean. Mulhouse (1865) et Colmar (1867) n’emboîtent le pas qu’un quart de siècle plus tard à la veille de la guerre de 1870.

### L'Elsaessicher Turnerbund

Blason de l’Alsace (XVIIe siècle).

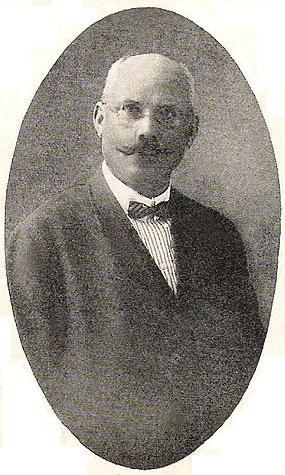
Auguste Biechler, président fondateur de l’Elsaessicher Tunrbund.

Sous l’ère allemande la pratique de la gymnastique prend toute son importance dans les patronages paroissiaux. Elle reste cependant longtemps une pratique locale avant que les associations ne ressentent le besoin d’organiser des rencontres entre elles. En 1898 — l’année même où Paul Michaux crée à Paris l’Union des sociétés de gymnastique et d’instruction militaire des patronages et œuvres de jeunesse de France (USGIMPOJF), ancêtre de la Fédération sportive et culturelle de France (FSCF) — le premier concours alsacien regroupe déjà huit sociétés à Colmar. Il s’en dégage le souhait d’un organisme fédérateur qui voit le jour dans l’année même, sous l’impulsion de l’abbé Ignace Muess et d’Auguste Biechler (1869-1963) qui devient le premier président de l’Elsaessicher Turnerbund (ETB), ancêtre de l’Avant-garde du Rhin.
Le gouvernement allemand se révèle très réticent à reconnaître l’identité d’une fédération de sociétés catholiques de gymnastique qui refuse l’affiliation à la fédération allemande concernée. Auguste Biechler n’obtient la reconnaissance de l’ETB que le 16 décembre 1902, après de longues et laborieuses tractations. Quelques semaines plus tard, en territoire français, Pierre Brac de La Perrière déclare à la préfecture de Lyon la Fédération des sociétés catholiques de gymnastique du Rhône et du sud-est.
À partir de cette date, l’ETB connaît un développement notable et rapide. Son premier souci, novateur à l’époque, est de créer une assurance mutuelle pour protéger ses membres contre les risques du sport et de l’existence. En 1911, elle abandonne le statut de ligue de gymnastique pour celui de ligue multisports. La même année, elle participe en tant que nation — et non comme représentante de l’Allemagne — à la fondation de l'Union internationale des œuvres catholiques d'éducation physique (UIOCEP) qui devient la Fédération internationale catholique d'éducation physique et sportive (FICEP) en 1947. En 1914, elle compte 12 000 membres, 140 sections de gymnastique et 20 sections consacrées déjà au sport naissant. La déclaration de guerre brise cet élan et supprime, dans un premier temps, toutes les activités qui ne reprennent ensuite que très laborieusement.

### L'AGRet laFGSPF
Cette activité restreinte permet néanmoins à l’ETB, immédiatement rebaptisée Avant-garde du Rhin (AGR), de se mobiliser pour défiler dès le 9 décembre 1918 devant le président Poincaré. Les contacts sont établis aussitôt entre Auguste Biechler et Paul Michaux pour l’intégrer au sein de la Fédération gymnastique et sportive des patronages de France (FGSPF). Le 15 mai 1919, 3 000 gymnastes alsaciens évoluent devant leur nouveau président général qui leur remet, le 14 juillet, le drapeau tricolore derrière lequel ils peuvent se présenter lors du concours national organisé à Metz le 4 août de la même année. L'occupation allemande est cependant difficile à oublier et l'AGR fait longtemps obstacle à l'intégration de l'Allemagne à l'UIOCEP.
Le 10 juin 1920, l’AGR est agréée par le Ministère de la Guerre. Elle modifie aussitôt ses programmes pour se conformer au Certificat de préparation supérieure militaire (CPSM) et y présenter ses membres avec succès. La même année, le concours de Colmar regroupe 79 sociétés qui se sont qualifiées préalablement par une marche militaire de 20 kilomètres vers un des lieux de pèlerinage de la province. Elle totalise alors 159 associations pour 18 500 membres. Auguste Biechler (de son vrai nom François-Augustin) en assure la présidence jusqu’en 1941, soit 43 années consécutives pendant lesquelles l’AGR connaît une croissance régulière. En 1925 elle acquiert les ruines de l'abbaye de Marbach et Auguste Biecheler  entreprend les travaux nécessaires pour y implanter un centre de vacances vite transformé en préventorium pour enfants de 6 à 14 ans. Plusieurs milliers d'entre eux issus de toute la France en bénéficient, encadrés par les pères de Saint Camille de Lellis et les Sœurs de Saint-Marc.
Après un retour provisoire mais difficile dans le giron germanique de 1940 à 1945, l’AGR redevient une entité régionale de la Fédération sportive de France (FSF) — ancienne appellation de la FSCF — regroupant les départements du Haut-Rhin et du Bas-Rhin. Dès les 10 et 11 juillet 1948, elle réunit 9 000 gymnastes et 115 associations à Colmar pour le premier concours international de gymnastique d’après-guerre puis 18 000 gymnastes et musiciens, en 1952 à Strasbourg, pour le concours national de la FSF, année où elle recense elle-même 15 000 adhérents, essentiellement en gymnastique, basket-ball, tir et tennis de table. Le développement du sport féminin est plus lent. Le Rayon sportif féminin (RSF) entre en Alsace en 1947 et on dénombre 910 licences en 1964. À partir de 1960, les associations de l’AGR entreprennent de moderniser leurs 250 maisons d’œuvres paroissiales avec la création de foyers-clubs de jeunes et de l’Union régionale des loisirs dirigée par Marcel Rudloff. En 1968 le centre de Marbach est converti en institut médico-éducatif et institut médico-professionnel.

### L'AGRet la vie publique
L’histoire très particulière de l'AGR en fait aussi une composante notoire de la vie administrative, sportive, sociale et politique alsacienne. Beaucoup de ses dirigeants sont issus du Mouvement républicain populaire (MRP). Des personnalités alsaciennes importantes en ont été animatrices avec beaucoup d’engagement et de motivation :
- Pierre Pflimlin, président général de l’AGR (1953-1960), membre du comité directeur de la FSF (1954-1960), ministre d'État (1958-1962), président du conseil du gouvernement français en 1958, maire de Strasbourg (1959-1983) puis président du Parlement européen (1984-1987)[J 3] et président d’honneur de l’AGR[7] ;
- Marcel Rudloff, vice-président de l’AGR, membre du comité directeur de la FSCF (1970-1980)[J 4], sénateur, membre du Conseil constitutionnel (1992-1996) et maire de Strasbourg (1983-1989)[J 5] ;
- Clément Schertzinger, président de l’AGR (1984-1996), président de la FSCF (1992-2002), président de la FICEP (2003-2009), délégué du Saint-Siège pour le sport au Conseil de l’Europe et, à ce titre, chevalier de l'Ordre de Saint-Sylvestre (mars 2014) ;
- Willy Schanné (1906-1982), président de la commission sportive de la FICEP[8], titulaire de la croix de chevalier de l'ordre de la Couronne de Belgique en 1967[9].

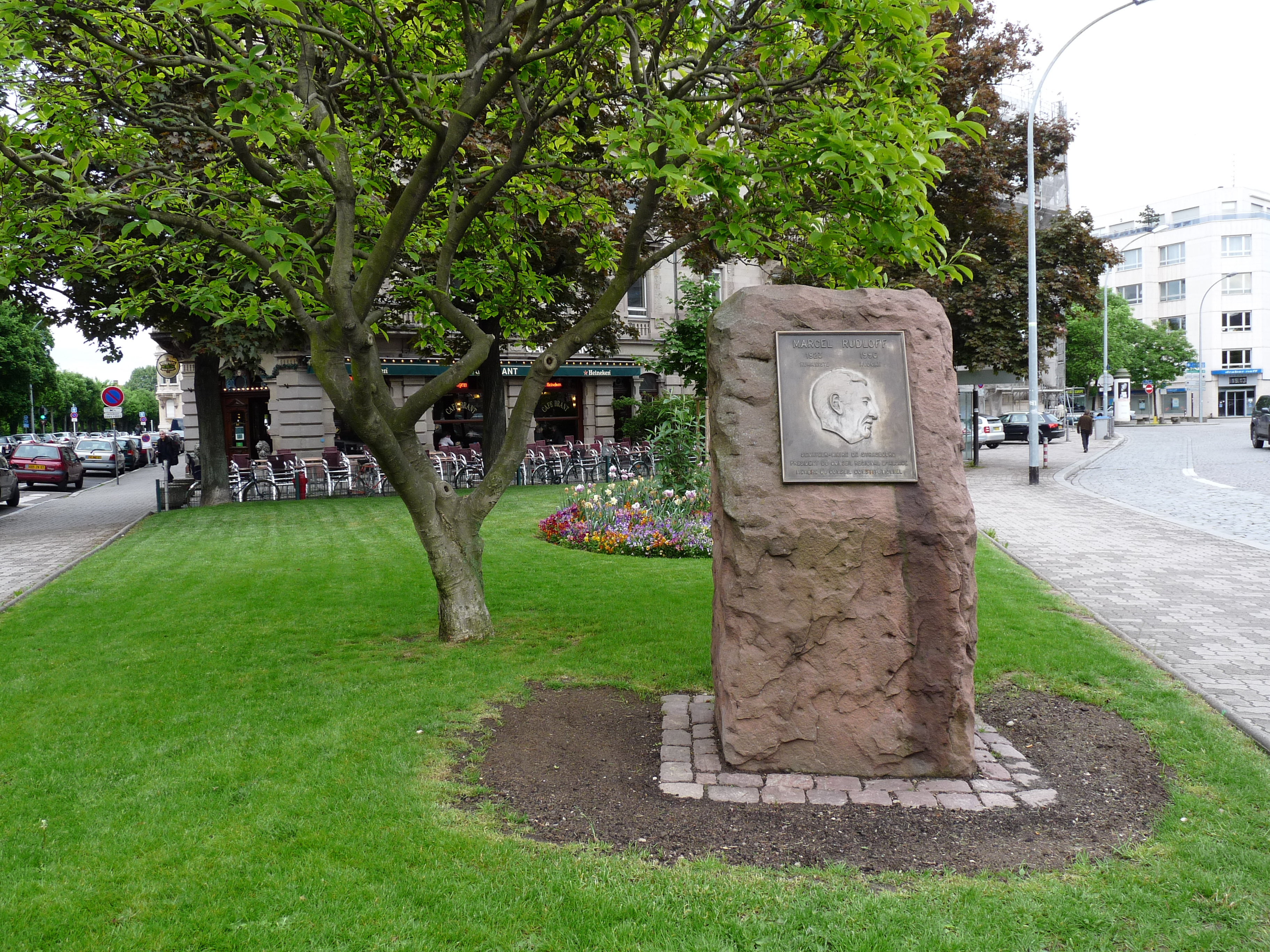
Stèle de Marcel Rudloff à Strasbourg
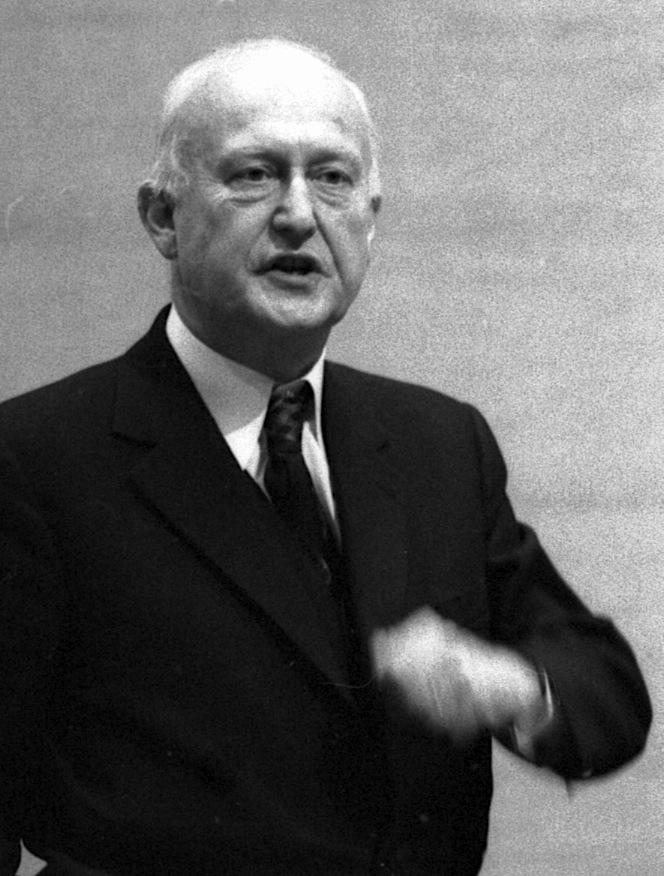
Pierre Pflimlin, président du Conseil et du Parlement européen, maire de Strasbourg
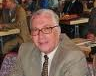
Clément Schertzinger, président de la FICEP

Beaucoup de jeunes dirigeants y ont fait leurs premiers pas et occupé des responsabilités avant de s’engager dans la vie publique comme maires de leurs communes. Des sportifs éminents sont également issus des associations de l’AGR parmi lesquels :
- Ignace Heinrich, médaillé d’argent au décathlon lors des jeux olympiques de Londres en 1948 ;
- Jérôme Christ, ancien international de basket-ball et longtemps président de Strasbourg Illkirch-Graffenstaden (SIG).